# Михаил Минчов
Михаил Генчев Минчов (някъде Минчев) е български офицер, генерал-майор.

## Биография
Роден е на 14 февруари 1896 г. в Асеновград. През 1916 г. завършва Военното училище в София. От 1920 г. е на служба в Лейбгвардейския конен полк. През 1928 г. е командир на ескадрон във втори конен полк. На следващата година е назначен за Командир на кавалерийския отдел в Школата за ротни, батарейни и ескадронни командири (ШРБЕК). По-късно същата година е назначен за командир на ескадрон в ШРБЕК, след което от 1931 г. е командир на картечен ескадрон в ШРБЕК, а по-късно същата година е назначен за командир на ескадрон от ШРБЕК. От 1934 г. е в свитата на царя, през 1935 г. е домакин на девети конен полк, а по-късно същата година е назначен за помощник-командир на Лейбгвардейския конен полк.
От 1936 г. подполковник Минчов изпълнява длъжността командир Лейбгвардейския конен полк, след което от началото на 1938 г. е временен е командир на трети конен полк, а по-късно същата година е става титулярен командир на полка. От 1943 г. е командир на втора конна бригада, а от 1944 г. на втора конна дивизия. С дивизията си участва в първия период от българското участие във Втората световна война. На 10 ноември 1944 г. е отстранен от длъжност и уволнен от армията поради несправяне с командването на дивизията си.

## Военни звания
- Подпоручик (12 март 1916)
- Поручик (14 октомври 1917)
- Капитан (1919)
- Майор (1928)
- Подполковник (6 май 1936)
- Полковник (6 май 1940)
- Генерал-майор (6 май 1944)